# Lac Breeze
Pour les articles homonymes, voir Breeze.
Le lac Breeze (en anglais : Breeze Lake) est un lac américain dans le comté de Madera, en Californie. Il est situé à 2 932 mètres d'altitude au sein de la Yosemite Wilderness, dans le parc national de Yosemite.